# Rubus arcticus
Rubus arcticus là loài thực vật có hoa trong họ Hoa hồng. Loài này được L. miêu tả khoa học đầu tiên năm 1753.

## Hình ảnh

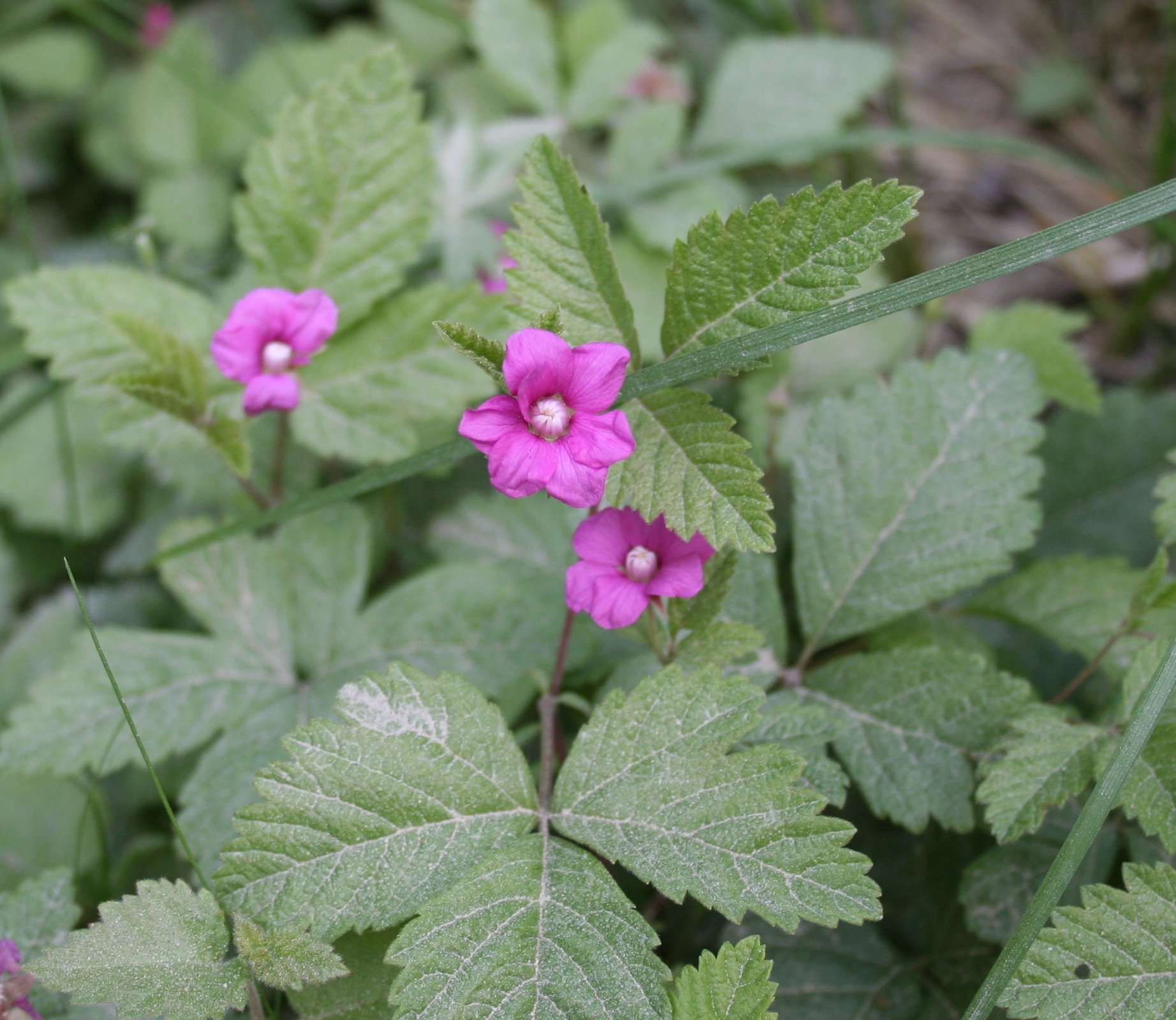
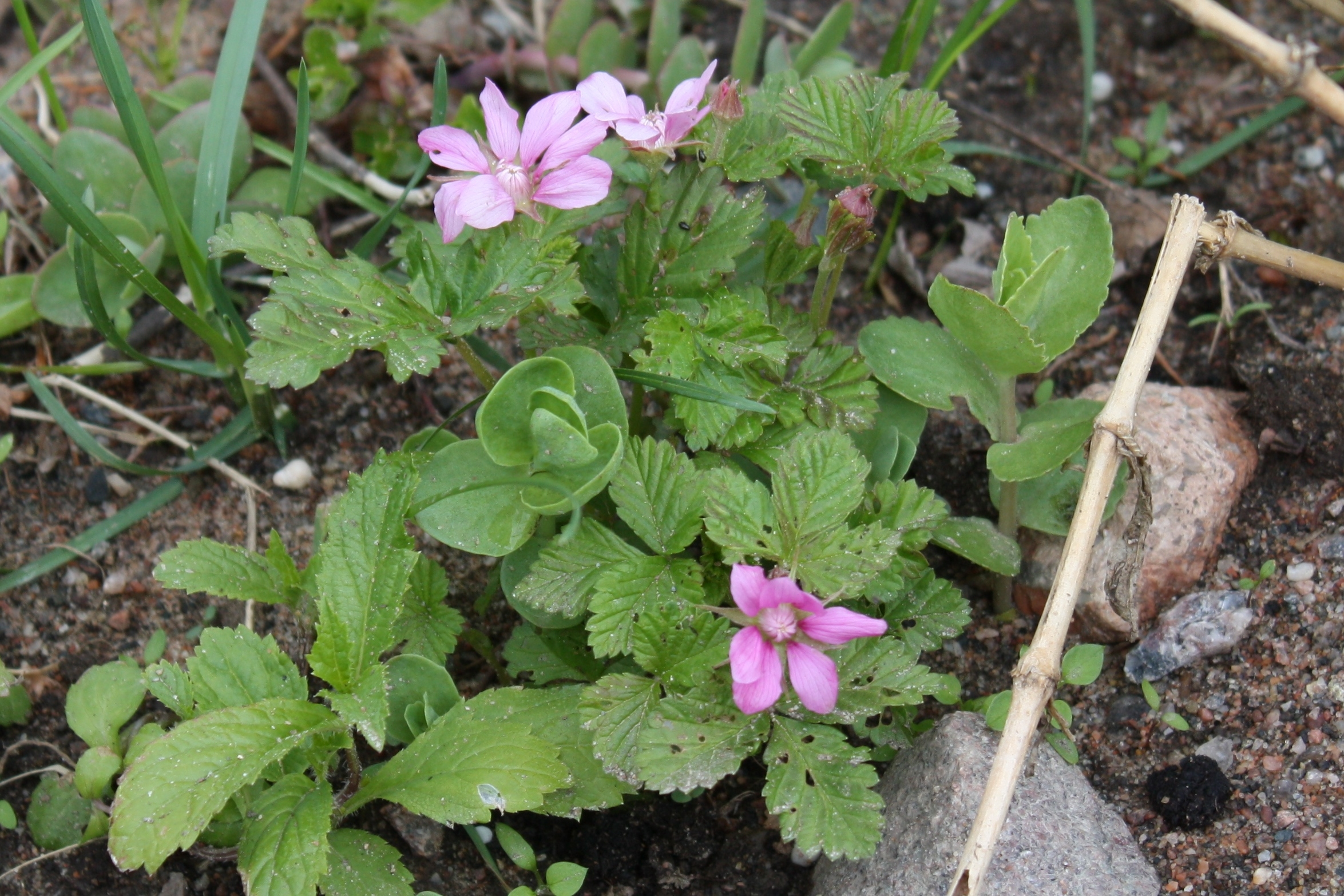
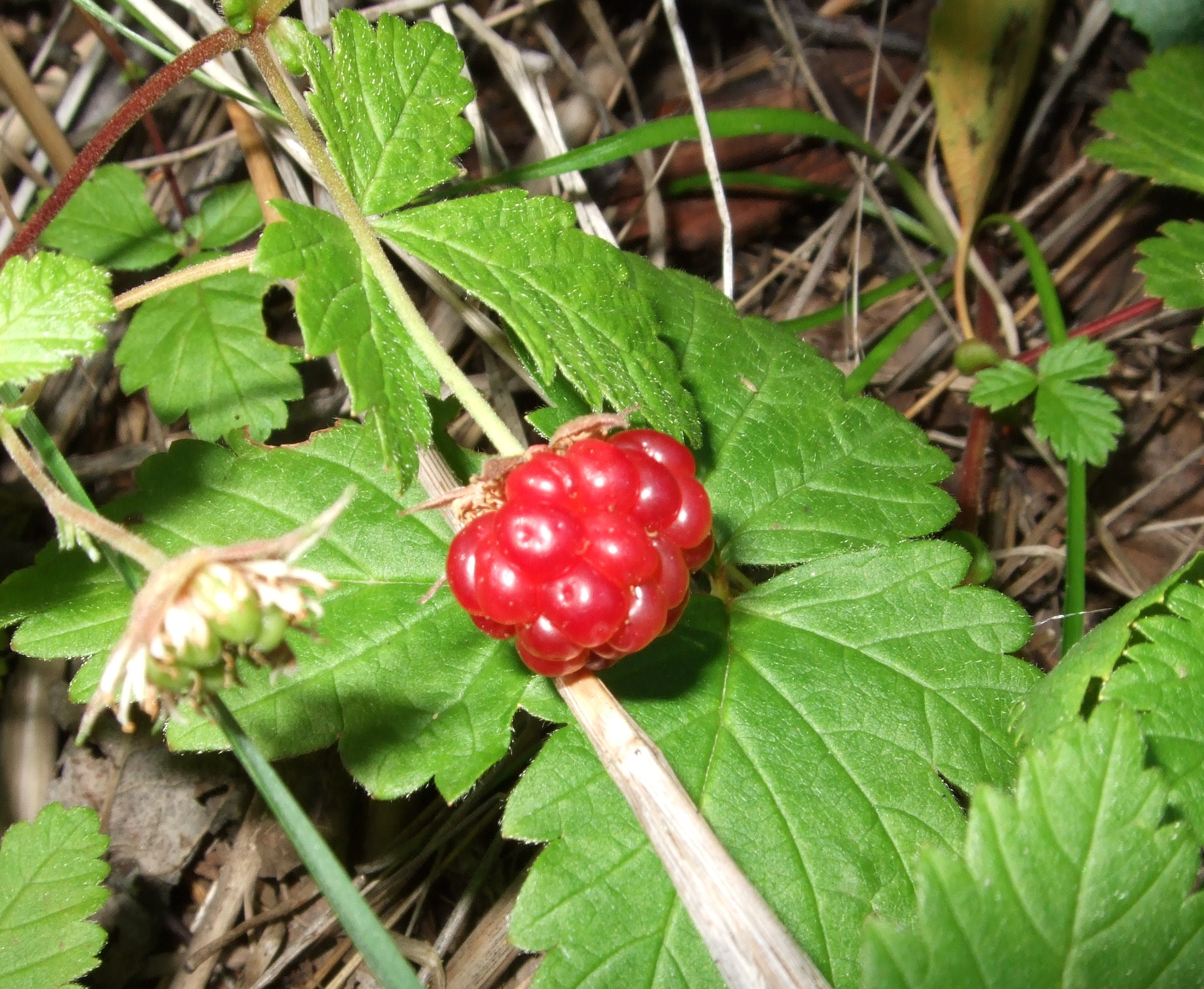
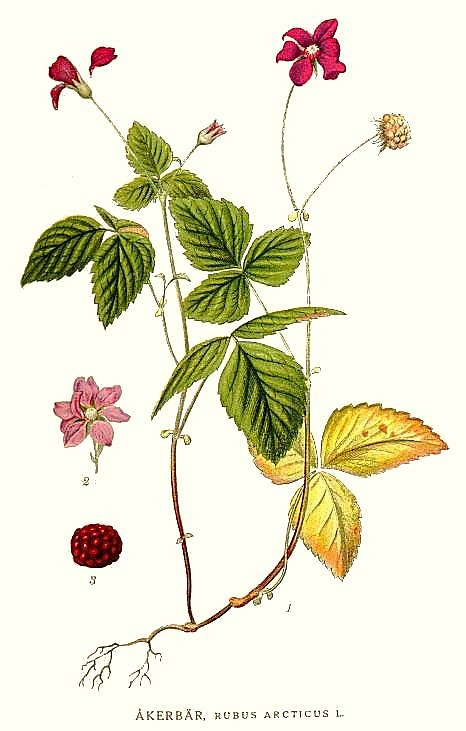